# Michael J. Novacek
Michael John Novacek (* 3. Juni 1948 in Evanston (Illinois)) ist ein US-amerikanischer Wirbeltier-Paläontologe, der sich mit der Evolution von Säugetieren befasst. Er ist Kurator am American Museum of Natural History (AMNH).

## Leben
Novacek studierte an der University of California, Los Angeles, mit dem Bachelor-Abschluss 1971, an der San Diego State University mit dem Master-Abschluss 1973, an der er 1976/77 Lecturer in Zoologie war und 1977 bis 1979 Assistant Professor, und er wurde 1977 an der University of California, Berkeley in Paläontologie promoviert (Evolution and Relationships of the Leptictidae (Eutheria: Mammalia)). Ab 1977 war er Forscher am Museum für Paläontologie der University of California in Berkeley. Er ist Kurator, Senior-Vizepräsident und Provost für Wissenschaft am AMNH, an dem er seit 1979 ist (zunächst als Research Fellow der National Science Foundation und ab 1981 als Assistant Curator). 1985 bis 1989 war er Vorstand der Abteilung Paläontologie am AMNH.
Er leitet die Forschung am AMNH, die unter seiner Leitung 2006 das Recht erhielten, Promotionen durchzuführen.
Er ist Mitglied der American Academy of Arts and Sciences und der American Association for the Advancement of Science. Er ist zweifacher Ehrendoktor (Long Island University, Beloit College). 2005 erhielt er den Lowell Thomas Award des Explorer Club.

## Werk
Er befasst sich neben fossilen Säugern (vom Mesozoikum bis zum Tertiär) mit dem rezenten Aussterben vieler Tierarten, der Verbindung von molekulargenetischen Daten und morphologischer Systematik, der funktionalen Morphologie des Gehörsystems bei Fledermäusen und anderen Säugern und veröffentlichte über den Zusammenhang des steigenden Sauerstoffgehalts in der Erdgeschichte mit der Evolution der Säuger.
Er unternahm Expeditionen zur Fossilsuche neben den USA unter anderem in die Andenregion von Chile, Argentinien, Mexiko (Baja California), Afrika, den Jemen, der Rocky Mountain Region und der Mongolei, wobei er Mitorganisator einiger der Expeditionen des AMNH in die Wüste Gobi ab 1990 war und er ist einer der Mitentdecker der reichen Fossilfundstätte Ukhaa Tolgod (1993).
Er ist einer der Erstbeschreiber von Ukhaatherium aus der Mongolei.

## Schriften
- Mammalian phylogeny: shaking the tree. In: Nature. Band 356, Nr. 6365, 1992, S. 121–125, doi:10.1038/356121a0.
- als Herausgeber mit Quentin D. Wheeler: Extinction and Phylogeny. Columbia University Press, New York NY 1992, ISBN 0-231-07438-7.
- als Herausgeber mit Frederick S. Szalay, Malcolm C. McKenna: Mammal Phylogeny. 2 Bände. Springer, New York u. a. 1993, ISBN 0-387-97854-2 (Bd. 1), ISBN 0-387-97853-4 (Bd. 2).
- mit Mark Norell, Malcolm C. McKenna, James Clark: Fossils of the Flaming Cliffs. In: Scientific American. Band 271, Nr. 6, 1994, S. 60–69, doi:10.1038/scientificamerican1294-60.
- Dinosaurs of the Flaming Cliffs. (The Thrilling Account of one of the Largest Dinosaur Expeditions of the 20th Century by the Expedition Leader). Doubleday, New York NY u. a. 1996, ISBN 0-385-47774-0.
- Paleontological Data and the Study of Adaptation. In: Michael R. Rose, George V. Lauder (Hrsg.): Adaptation. Academic Press, San Diego CA u. a. 1996, ISBN 0-12-596420-X, S. 311–359.
- 100 Million Years of Land Vertebrate Evolution: The Cretaceous-Early Tertiary Transition. In: Annals of the Missouri Botanical Garden. Band 86, Nr. 2, 1999, S. 230–258, JSTOR:2666178.
- Mammalian phylogeny: Genes and supertrees. In: Current Biology. Band 11, Nr. 14, 2001, R573–R575, doi:10.1016/S0960-9822(01)00347-5.
- als Herausgeber: The biodiversity crisis. Losing what counts. New Press, New York NY 2001, ISBN 1-56584-570-6.
- Time Traveler. In search of dinosaurs and ancient mammals from Montana to Mongolia. Farrar, Straus and Giroux, New York NY 2002, ISBN 0-374-27880-6.
- mit Maureen A. O’Leary, Marc Allard, Jin Meng, John Gatesy: Building the Mammalian Sector of the Tree of Life: Combining Different Data and a Discussion of Divergence Times for Placental Mammals. In: Joel Cracraft, Michael J. Donoghue (Hrsg.): Assembling the Tree of Life. (Proceedings of a Symposium held at the American Museum of Natural History in New York, 2002). Oxford University Press, Oxford u. a. 2004, ISBN 0-19-517234-5, S. 490–516.
- Terra. Our 100-Million-Year-Old Ecosystem – and the Threats That Now Put It at Risk. Farrar, Straus and Giroux, New York NY 2007, ISBN 978-0-374-27325-5.